# Xanthomis grandis
Xanthomis grandis är en fjärilsart som beskrevs av Druce 1884. Xanthomis grandis ingår i släktet Xanthomis och familjen björnspinnare. Inga underarter finns listade i Catalogue of Life.